# Angiolo Cianferoni
Angiolo Cianferoni (fl. XIX secolo) è stato un ingegnere italiano del Granducato di Toscana.

## Biografia
Casentinese, figlio di Amaddio Cianferoni, amministratore di una cartiera a Papiano, lavorò come ingegnere per la Soprintendenza alla conservazione del Catasto e al Corpo ingegneri di acque e strade del Granducato di Toscana, al servizio di Leopoldo II di Lorena.
Dal 1827 al 1828 progettò a Orbetello la nuova strada che dalla Peschiera di Nassa conduceva a Porto Ercole e fu in seguito autore di interventi a Colle di Val d'Elsa dal 1829 al 1832 e a Palazzuolo sul Senio nel 1833. Dal 1834 al 1838 fu impiegato nella direzione del Corpo di ingegneri di acque e strade ad Arcidosso.
In qualità di ingegnere di terza classe, operò a Pontremoli nelle attività di livellazione dei terreni e nella progettazione di nuove strade e edifici civili: suoi i disegni del palazzo del Tribunale del 1838 e del carcere nel 1839. Nel 1841 venne promosso ingegnere di seconda classe e destinato a Prato.
Nel 1846 ottenne la qualifica di ingegnere di prima classe e lavorò fino al 1848 a Grosseto, dove dette una nuova sistemazione alla piazza principale, in occasione del posizionamento del monumento al granduca scolpito da Luigi Magi.
Dal 1849 al 1851 progettò le nuove carceri di Arezzo e il palazzo della prefettura.